# Afternoon Boulevard
K-MIX Afternoon Boulevard（ケイミックス・アフタヌーン・ブールバード）は、2003年4月5日から2008年3月31日まで静岡エフエム放送 （K-MIX）で月曜から木曜13:00 - 15:55に放送されていたラジオ番組。
K-MIX本社1階のオープンスタジオ「ビュースタ」から公開生放送されていた。

## 概要
- 時にはきわどく、時にはゆるいテーマで毎回リスナーに2択のアンケートをし、激論を交わすAfternoon Opinion Boxのコーナーとリクエストを中心に展開される。
- 投票状況は番組ホームページに、過去の結果は番組ブログに掲載されていた。
- TOKYO FM制作の「Eternity」が14時55分より15時まで内包されている（後継番組「K-MIX 2ストライク1ボール」にも引き継がれた）。

## パーソナリティ
- 児玉美保（2003年4月 - 2005年3月、月 - 木）
2006年9月6日-7日には、夏休み中の榎木田に代わって2日間だけ復活した。
- 榎木田智子（2005年4月 - 2007年3月、水・木）
- DJ arche（2005年4月 - 2008年3月、月・火）
- 宮本淳子（2007年4月 - 2008年3月、水・木）

## タイムテーブル
- 13:10頃 - K-MIX Traffic Information
- 13:20頃 - Plag-in around the world
海外のリポーターが電話で現地の様子を伝える。
番組初期（児玉時代）は、「TELEPHONE ON LINE」（日本国内各地及びハワイを電話で繋いだインタビュー）。
  - 月曜日 - ニューヨーク
  - 火曜日 - ハワイ
TELEPHONE ON LINEに引き続き、スタジオリム[1]のNOBBY池田が担当。
  - 水曜日 - パリ
  - 木曜日 - ミラノ
- 13:55頃 - パーソナリティブログ
- 14:00 - K-MIX HEADLINE NEWS、K-MIX Traffic&Weather Information
- 14:10頃 - Afternoon Club
ノンストップミュージック。
月曜～水曜は日替わりのテーマによる選曲、木曜はKUROHIGEWORKSによるノンストップ。この時間に流れる曲は曲名を紹介しない。
- 14:30頃 - ゲストコーナー
ゲストコーナーがない日はリクエストとメッセージ紹介となる。
- 14:55 - Eternity（TOKYO FM制作）
- 15:00 - ネッツトヨタ浜松の時報CMの後、K-MIX HEADLINE NEWS、K-MIX Traffic&Weather Information
- 15:10頃 - 3時のおジャズ
ジャズが流れるコーナー。リスナーから投稿された恋ネタや浮いたネタが紹介されることもある。
- 15:15頃 - うごラジ
- 15:40頃 - 
この時間にかかるリクエスト曲にはプレゼントがある。
- 15:45頃 - Afternoon flower
花のプレゼントのコーナー。贈りたい人へのメッセージも紹介される。
- 15:50頃 - エンディング
Afternoon Opinion Boxの結果。
- 15:55 - 
  - 月・火 - ミックス インフォメーション
  - 水 - 望月商事 ウィークエンドプランナー（出演：高原由香子）
  - 木 - 家づくりでキララ人（出演：河村由美）

## 番組BGM
- 山弦のアルバム「Island Made」から使用されている曲が多い。エンディングテーマは「島そだち」。
他に「Rise & Shine」（「ハワイからのレポート」の3曲目）、「Go.Go.JP」、「Tell Me Something」、「Kijimuna Oceanway」が使用されている。